# Lutjanus erythropterus
Lutjanus erythropterus là một loài cá biển thuộc chi Lutjanus trong họ Cá hồng. Loài này được mô tả lần đầu tiên vào năm 1790.

## Từ nguyên
Từ định danh erythropterus được ghép bởi hai âm tiết trong tiếng Hy Lạp cổ đại: eruthrós (ἐρυθρός; “đỏ”) và pterón (πτερόν; “vây, cánh”), hàm ý đề cập đến màu đỏ tươi trên các vây của loài cá này.

## Phân bố và môi trường sống
L. erythropterus có phân bố rộng rãi trên vùng Ấn Độ Dương - Thái Bình Dương, từ vịnh Oman trải dài về phía đông đến quần đảo Solomon và quần đảo Samoa, ngược lên phía bắc đến Nam Nhật Bản, giới hạn phía nam đến Úc và Nouvelle-Calédonie. Ghi nhận của L. erythropterus ở vịnh Ba Tư có thể là nhầm lẫn với Lutjanus malabaricus, và loài này cũng chưa được xác nhận là xuất hiện tại Biển Đỏ. L. erythropterus có mặt tại vùng biển Việt Nam, bao gồm quần đảo Hoàng Sa và quần đảo Trường Sa.
Trong một nghiên cứu về cấu trúc di truyền quần thể L. erythropterus ở Đông Á và khu vực Biển Đông, người ta chia L. erythropterus thành hai nhóm chính: một nhóm gồm các quần thể ở Tây Thái Bình Dương và biển Hoa Đông, và một nhóm gồm các quần thể từ phía bắc Malaysia đến bờ nam Trung Quốc.
L. erythropterus sống tập trung trên rạn san hô, độ sâu trong khoảng 5–100 m; cá con sống ở vùng nước nông (như cửa sông) có nền đáy bùn.

## Mô tả

Cá con của L. erythropterus (dưới danh pháp Mesoprion annularis)

Chiều dài cơ thể lớn nhất được ghi nhận ở L. erythropterus là 81,6 cm, thường bắt gặp với chiều dài trung bình khoảng 45 cm.
L. erythropterus có màu hồng hoặc đỏ trên toàn cơ thể, gồm cả các vây. Cá con có một dải đen dày, từ miệng kéo dài xiên lên phần trước vây lưng, và một đốm đen lớn ở gốc vây đuôi, cũng thường có các sọc đỏ mảnh ở trên thân.
Số gai ở vây lưng: 10; Số tia vây ở vây lưng: 12–14; Số gai ở vây hậu môn: 3; Số tia vây ở vây hậu môn: 8–9; Số tia vây ở vây ngực: 16–17.
L. erythropterus và Lutjanus malabaricus là hai loài chị em, cá bột của chúng không thể phân biệt được về mặt hình thái vì rất giống nhau. Cá trưởng thành đều có màu đỏ, nhưng có thể phân biệt bởi L. erythropterus có miệng nhỏ hơn, và chiều dài hàm trên cũng thấp hơn so với L. malabaricus.

## Sinh thái
Thức ăn của L. erythropterus chủ yếu là cá nhỏ hơn, cũng bao gồm các loài giáp xác và chân đầu. Chúng chủ yếu kiếm ăn vào ban đêm.
L. erythropterus sinh sản đạt đỉnh điểm từ tháng 7 đến tháng 12 ở Bắc Úc. L. erythropterus đạt đến độ tuổi cao nhất là 42, được ghi nhận ở vùng Bắc Úc và Đông Indonesia; trong khi đó ở rạn san hô Great Barrier, L. erythropterus sống lâu nhất là đến 32 năm tuổi.
Một loài ký sinh trùng mới được phát hiện trong não và các cơ quan nội tạng của L. erythropterus có danh pháp là Kudoa lutjanus (thuộc phân ngành bào tử sợi Myxozoa).

## Giá trị
L. erythropterus là một loại cá thực phẩm có thịt ngon, thường xuyên được bán trong các chợ cá. L. erythropterus và L. malabaricus là hai loài được nhắm mục tiêu trong nghề cá thương mại và câu cá giải trí ở Úc, Papua New Guinea và Indonesia. L. erythropterus đã được sản xuất trong ngành nuôi trồng thủy sản ở miền nam Trung Quốc và Đài Loan.